# Kalrath
Kalrath is een plaats in de Duitse gemeente Titz, deelstaat Noordrijn-Westfalen, en telt 157 inwoners (2006).